# Allomaieta grandiflora
Allomaieta grandiflora är en tvåhjärtbladig växtart som beskrevs av Henry Allan Gleason. Allomaieta grandiflora ingår i släktet Allomaieta och familjen Melastomataceae.
Artens utbredningsområde är Colombia. Inga underarter finns listade i Catalogue of Life.